# Pomnik Józefa Warszewicza w Krakowie
Pomnik Józefa Warszewicza – pomnik upamiętniający Józefa Warszewicza, znajdujący się w Krakowie, w dzielnicy II Grzegórzki w Ogrodzie Botanicznym Uniwersytetu Jagiellońskiego, przy ul. M. Kopernika 27, na Wesołej.
Popiersie Józefa Warszewicza, jest dziełem zaprojektowanym przez Franciszka Wyspiańskiego, wykonanym z białego marmuru.
Pomnik został uroczyście osłonięty w 1862 roku.